# Juliusz Słowacki

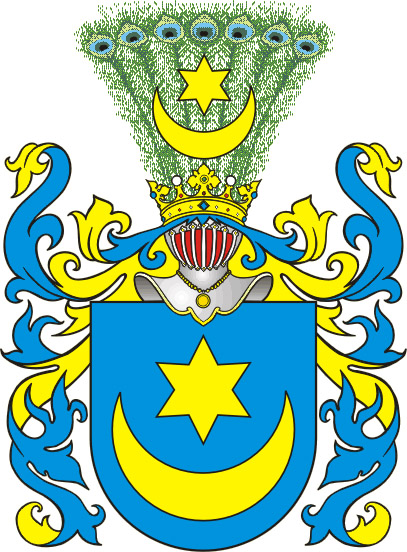
Blasón de la familia de Słowacki (Leliwa).

Juliusz Słowacki de Leliwa (4 de septiembre de 1809 - 3 de abril de 1849) fue uno de los más famosos poetas, dramaturgos y filósofos del romanticismo polaco.

## Vida y obra

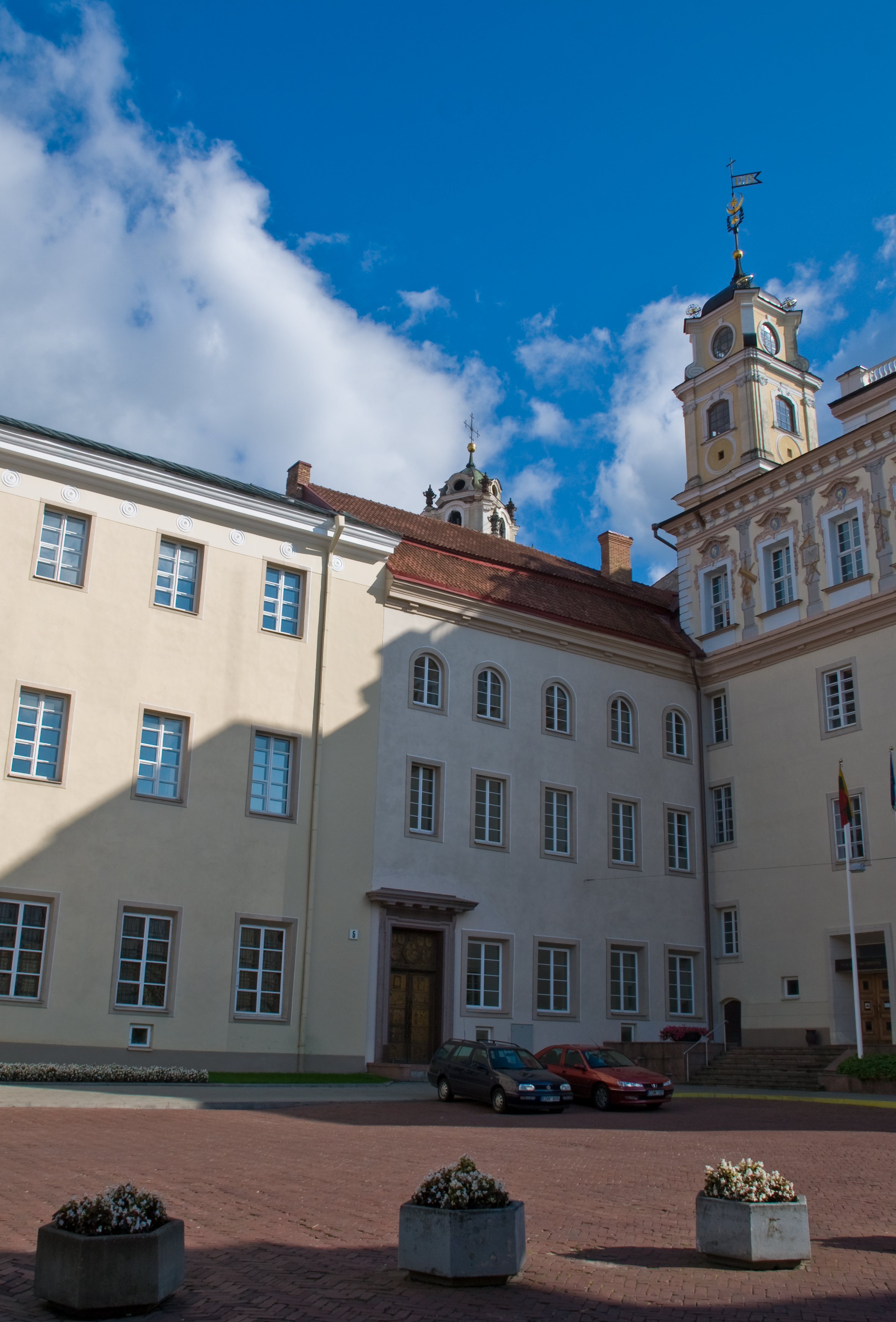
Universidad Vilinius - Edificio más antiguo. ￼

Słowacki era hijo de un profesor de lengua, literatura y retórica en Krzemieniec de origen noble que en 1811 ocupó la cátedra de retórica y poética en la Universidad de Vilnius, Euzebiusz Słowacki. Su hijo pasó pues su juventud en las llamadas "Tierras robadas"; primero en Krzemieniec, que ahora forma parte de Ucrania, y luego en Vilnius, actual capital de Lituania. Pero su padre falleció en 1814, por lo que la madre, Salomea Januszewska, de origen noble pero al parecer de ascendencia judía y armenia, tuvo que criarlo sola hasta que en 1818 casó con un profesor de medicina, August Bécu. Ambos crearon un "salón" literario donde Juliusz conoció, con solo trece años, al escritor romántico Adam Mickiewicz, quien, dos años más tarde (1824) sería arrestado y exiliado por las autoridades rusas a causa de su participación en una sociedad secreta patriótica de alumnos, los Philomatas.
De 1825 a 1828 estudió Derecho en la Universidad Imperial de Vilnius y ya por entonces empezó a cultivar la lírica. En 1829 marchó a Varsovia para trabajar como funcionario de la tesorería y a principios de 1830 inició su carrera literaria con su novela Hugo, publicada en la revista Melitele. Ese mismo año publicó poemas patrióticos y religiosos, entre los cuales fueron especialmente aclamados su "Himno" y su "Oda a la Libertad", en consonancia con la revolución de 1830. En enero de 1831 se unió al personal diplomático del gobierno revolucionario polaco liderado por el príncipe Adam Jerzy Czartoryski y el 8 de marzo se unió a una misión diplomática a Londres. Los rusos aplastaron la revolución y Słowacki inició su largo exilio. 
Decidió quedarse en París como refugiado político y en 1832 publicó sus primeros libros de poemas y sus dos primeros dramas (Mindowe y María Estuardo). Además se reunió de nuevo con Mickiewicz, pero ambos discutieron en el fondo por celos literarios, hasta el punto de que llegaron casi a desafiarse en duelo y no perdieron ocasión de criticarse mutuamente. Słowacki hizo un viaje a Ginebra y las autoridades francesas aprovecharon para negarle el derecho a regresar a Francia, como peligroso revolucionario liberal; así que entre 1833 y 1836 vivió en Suiza. En 1833 publicó un tercer volumen de poemas. Algunos de tema patriótico lo hicieron célebre en su Polonia natal, si bien hay otros de tema más vario. En 1834 se publicó una de sus mejores creaciones, el drama romántico Kordian, que ilustra la búsqueda del alma del pueblo polaco en las consecuencias de la fracasada insurrección.
En 1836, Słowacki abandonó Suiza para realizar un largo viaje a Italia. En Roma conoció y se hizo amigo de Zygmunt Krasinski, quien junto a Mickiewicz y él mismo forman el grupo llamado de "los tres bardos" del romanticismo polaco; Krasiński será además considerado el primer crítico literario serio de la obra de Słowacki y este le dedicará varias de sus obras. Luego marchó a Nápoles y más tarde, a Sorrento.  En agosto marchó a Grecia y visitó Corfú, Argos, Atenas, Syros. Luego fue a Egipto (Alejandría, El Cairo, El Arish) y al Oriente Medio, donde estuvo en Tierra Santa (Jerusalén, Belén, Jericó, Nazaret), en Siria y en Líbano (Damasco, Beirut). Describió este viaje en su poema épico Podróż do Ziemi Świętej z Neapolu ("Viaje a Tierra Santa desde Nápoles"); otras obras de este período incluyen el poema Ojciec zadżumionych ("El padre de los apestados"), Grób Agamemnona ("La tumba de Agamenón"), Rozmowa z piramidami ("Conversación sobre las pirámides"), Anhelli y Listy poetyckie z Egiptu ("Cartas poéticas desde Egipto"). En junio de 1837 regresó a Italia y se estableció durante algún tiempo en Florencia; desde allí se mudó a París en diciembre de 1838. Allí, desde 1839, se convirtió en un astuto inversionista en valores de bolsa, con lo que logró costear la impresión de sus obras y llevar una vida bastante acomodada consagrada solo a la literatura.
En 1840 Mickiewicz fue elegido profesor de literatura eslava en el Colegio de Francia, lo que le sentó muy mal a Słowacki y exacerbó su rivalidad. En 1841 Słowacki viajó brevemente a Fráncfort, si bien fue París el centro de su actividad hasta su muerte. En 1840 y en 1841 escribió dos dramas notables: Mazepa, único de sus dramas que llegó a representarse en vida suya, y Fantazy, aunque solo fueron publicados póstumos. En los años siguientes Słowacki escribió y publicó febrilmente algunas de sus mejores poesías y en 1842 se incorporó a la grupo religioso-filosófico Koło Sprawy Bożej ("Círculo por la Causa de Dios"), dirigido por Andrzej Towiański. Este grupo incluía, entre otros, a Mickiewicz, y Towiański influyó probablemente en la nueva dirección mística que tomó la poesía Słowacki, visible en su poema "Beniowski" y el drama Ksiądz Marek ("Padre Marcos"). Sin embargo, abandonó el Círculo un año más tarde, en 1843. En 1844 escribió Genezis z Ducha ("Génesis del Espíritu"), que refleja sus ideas filosóficas. 
Cerca ya de 1850 Słowacki se unió a un joven grupo de exiliados polacos que pretendía regresar a Polonia y luchar por su independencia, grupo en el que estaba, entre otros, el pianista y compositor Frédéric Chopin y algunos admiradores como Zygmunt Szczęsny Feliński, Józef Alojzy Reitzenheim y Józef Komierowski. A pesar de su ya quebrantada salud, cuando se enteró de los acontecimientos de la llamada Primavera de los Pueblos o revolución de 1848, Słowacki viajó con unos amigos a Poznań, ciudad por entonces dentro del territorio de Prusia, con la esperanza de participar en los acontecimientos de 1848. Se dirigió al Comité Nacional (Komitet Narodowy) en Poznan el 27 de abril, pero el 9 de mayo la revuelta ya había sido aplastada. Arrestado por la policía prusiana, Słowacki fue deportado a París y en el camino pasó por Breslavia, donde a mediados de junio se reunió con su madre, a la que no había visto desde hacía casi veinte años. Regresó a París en julio de 1848. Su poema Papież Słowiański ("El Papa eslavo"), publicado a finales de 1848, ganó nueva fama un siglo más tarde, cuando pareció que había predicho el ascenso de Karol Wojtyła al pontificado en 1978 como Juan Pablo II. Sus dramas finales (Zawisza Czarny, Samuel Zborowski), tratan de explicar la historia de Polonia por medio de la filosofía expuesta en su Génesis del espíritu. En marzo de 1849 Słowacki, ya muy enfermo, fue visitado tres veces por el poeta polaco Cyprian Kamil Norwid, quien más tarde describió sus visitas en Czarne kwiaty ("Flores negras"). Hasta sus últimos días Słowacki escribió poesía: un día antes de su muerte dictaba pasajes de su obra final, Król-Duch, un poema visionario y simbolista "resumen de toda la cultura romántica", la obra maestra de Słowacki. En él entreteje la historia de Polonia y su pensamiento político y literario, si bien nunca fue terminado.
Słowacki murió en París el 3 de abril de 1849 por tuberculosis. El 5 de abril fue enterrado en el cementerio de Montmartre. Nunca se casó. Solo unas treinta personas asistieron a su funeral. La tumba de Słowacki fue diseñada por su amigo y albacea, el pintor Charles Pétiniaud-Dubos. En 1851 se instaló una nueva lápida. En 1927, los restos de Słowacki fueron trasladados, no sin polémica, a la catedral de Wawel en Polonia, pero la tumba vacía permanece en Montmartre.

## La obra de Słowacki
Słowacki fue un escritor prolífico y sus "Obras completas" (Dzieła wszystkie) fueron publicadas en 17 volúmenes. En total, 25 piezas teatrales y 253 poemas. Ejerció también la crítica literaria y la epistolografía y escribió diarios y memorias. Hay fragmentos de dos novelas y también un folleto político. También fue un activo traductor. Las Cartas a su madre se encuentran entre las mejores de toda la literatura polaca. Y no solo escribió en polaco, sino que también probó suerte varias veces con el francés (Le roi de Landawa, Beatrice Cenci). Muchos de sus trabajos fueron publicados póstumos y, a menudo, bajo títulos arbitrarios, no con los que impuso Słowacki. Además dejó notas sobre obras que nunca inició o completó. Se considera también a Słowacki padre del teatro polaco moderno.
El historiador polaco de literatura Włodzimierz Szturc divide la obra de Słowacki en cuatro períodos. 
- Círculo de Wolter (pseudoclasicismo).
- Ética cristiana.
- Ética de Towiański.
- Ética genesiaca.

Otros ofrecen periodizaciones ligeramente distintas; por ejemplo, dividen sus obras en una época clásica, un período suizo, un período parisino y un período de génesis. Jarosław Ławski combina el período de Towiański con el de genesiaco en un período de "mística". En general, la obra primera de Słowacki fue influida por Byron y Shakespeare y toca temas, bien de naturaleza histórica (como en María Estuardo o Mindowe), o bien exóticos y orientales. Su trabajo adquirió un sesgo patriótico tras la fallida insurrección de 1830 y 1831. Sus últimas obras incluyen densos matices místicos y filosóficos en los que da forma a un sistema, la "filosofía genésica", para la cual el mundo material es la expresión de un espíritu capaz de progresión (transmigración) cada vez mejor en formas constantemente nuevas. Como Ławski señala, sus obras filosóficas trascienden las claras fronteras de los géneros literarios sencillos.
Las obras de Słowacki, enclavadas en el romanticismo polaco, contienen un rico y creativo vocabulario que incluye no pocos neologismos. Abundan en fantasía, misticismo y simbolismo, y frecuentan temas característicos relacionados con la historia de Polonia, la esencia de lo polaco y su relación con un universo mayor. Ławski, enumerando las principales características de los escritos de Słowacki, señala en primer lugar que era un "creacionista", en el sentido de crear nuevos significados y palabras (muchos de sus personajes llevan nombres que inventó a sí mismo, como Kordian. En segundo lugar, señala que no solo se inspiró en obras de otros poetas y escritores, sino que sus textos eran a menudo un combate polémico irónico-grotesco con otros creadores. Por ejemplo, Słowacki se impresionó tan fuertemente con la María de Antoni Malczewski que escribió una secuela de ella. Del mismo modo, Kordian debe verse como una refundición del Hamlet de William Shakespeare y como la respuesta del Słowacki al Dziady de Mickiewicz. En tercer lugar, Słowacki era un maestro de la ironía; la usó no sólo contra los demás, sino contra sí mismo, e incluso una metaironía (la "ironía de la ironía"). Se le ve así como uno de los precursores de la literatura de la ironía y lo grotesco tan popular en el siglo XX. Pero fue un autor que no trascendió al resto de Europa: sus obras, escritas en un polaco muy denso, con mitos eslavos, ideas filosóficas y símbolos, son difíciles de traducir a otros idiomas. La impopularidad de Słowacki entre otros emigrados polacos se puede atribuir a su falta de voluntad para complacer los gustos contemporáneos y en particular por su negativa a consolar a sus compatriotas, sacudidos por la pérdida de la condición de Estado polaco y el fracaso del levantamiento de noviembre, aun siendo él mismo un patriota. Así, la actitud irónica, y a veces pesimista, de Słowacki, no fue apreciada por sus contemporáneos, ni tampoco su negación de la singularidad polaca. Mientras que Mickiewicz siguió la tradición mesiánica y Joseph Conrad sugirió que el destino de Polonia estaba en manos de Dios, el Kordian de Słowacki preguntaba si su país no era en realidad un juguete en manos de Satanás, aunque el mismo trabajo tengan Dios y los ángeles que velan por Polonia y la Tierra. En Anhelli, Słowacki describe el trágico destino de los exiliados polacos en Siberia, pintando una visión sombría del destino de Polonia; el mismo tema fue tomado por Mickiewicz, pero como una llamada a los polacos a propagar la esperanza y la espiritualidad a través de Europa. Mientras que un pequeño círculo de sus amigos habló de su ingenio, perseverancia e inspiración, en la memoria popular él era un "hombre enfermo de carácter débil", egocéntrico, amargado por su rivalidad y fracaso ante Mickiewicz. El mismo Mickiewicz describió la obra de Słowacki como una "hermosa iglesia, pero sin Dios en el interior".
Sin embargo, y tras su muerte, Słowacki ganó status de culto en Polonia; en particular, en el centro cultural de Polonia, Cracovia. Varios obituarios y artículos más largos aparecieron en la prensa polaca tras la muerte de Słowacki y fue continuamente revalorizado hasta la actualidad. Su traducción de El príncipe constante de Pedro Calderón de la Barca se convirtió en el fundamento de la famosa producción de Jerzy Grotowski (1967), creador del teatro pobre.

## Obras

### Dramas
- María Stuart
- Kordian (1834, estrenado en 1899)
- Balladyna (1835, publicado en 1839, estrenado en 1862)
- Horsztyński (1835, publicado en 1866)
- Mazepa (1840; estrenado en húngaro en 1847, estrenado en polaco en 1851)
- Lilla Weneda (1840, estrenado en 1863)
- Fantazy (1841, publicado en 1866, estrenado en 1867)
- Sen srebny Salomei («El Sueño de plata de Salomé», 1844, estrenado en 1900)
- Książę Niezłomny (1844, estrenado en 1874)
- Samuel Zborowski (1845, publicado en 1903, estrenado en 1911)

### Poesía
- Duma o Wacławie Rzewuskim («Cantar sobre Wacław Rzewuski»)
- W Szwajcarii («En Suiza», 1839)
- Król-Duch («El Rey Espíritu», publicado parcialmente en 1847 y completo en 1925)
- Podróz do Ziemi Świętej («Viaje a la Tierra Santa», 1866)